# Tobot (cascada)
Tobot es una cascada en el río del mismo nombre en Daguestán, Rusia .

## Información general

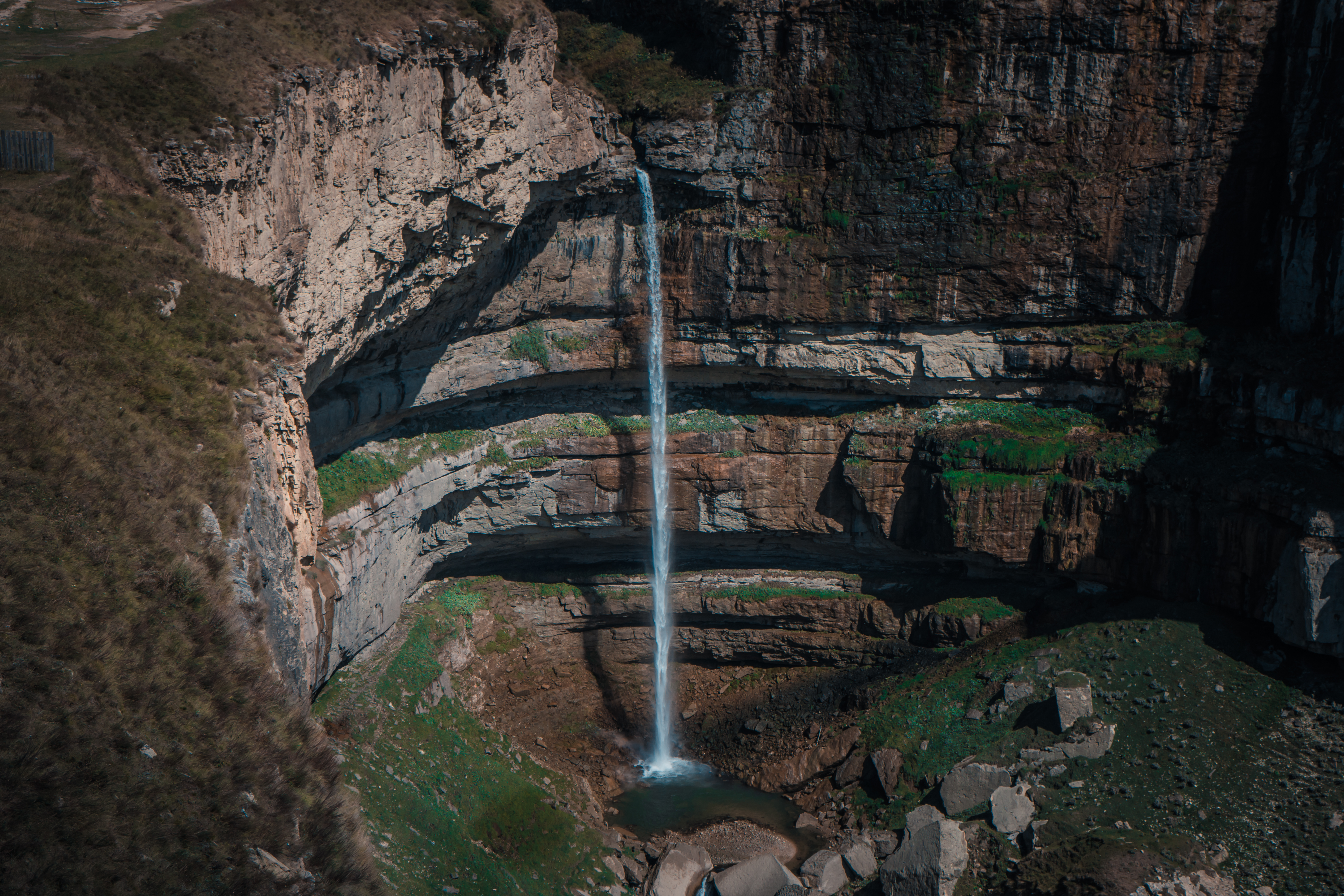

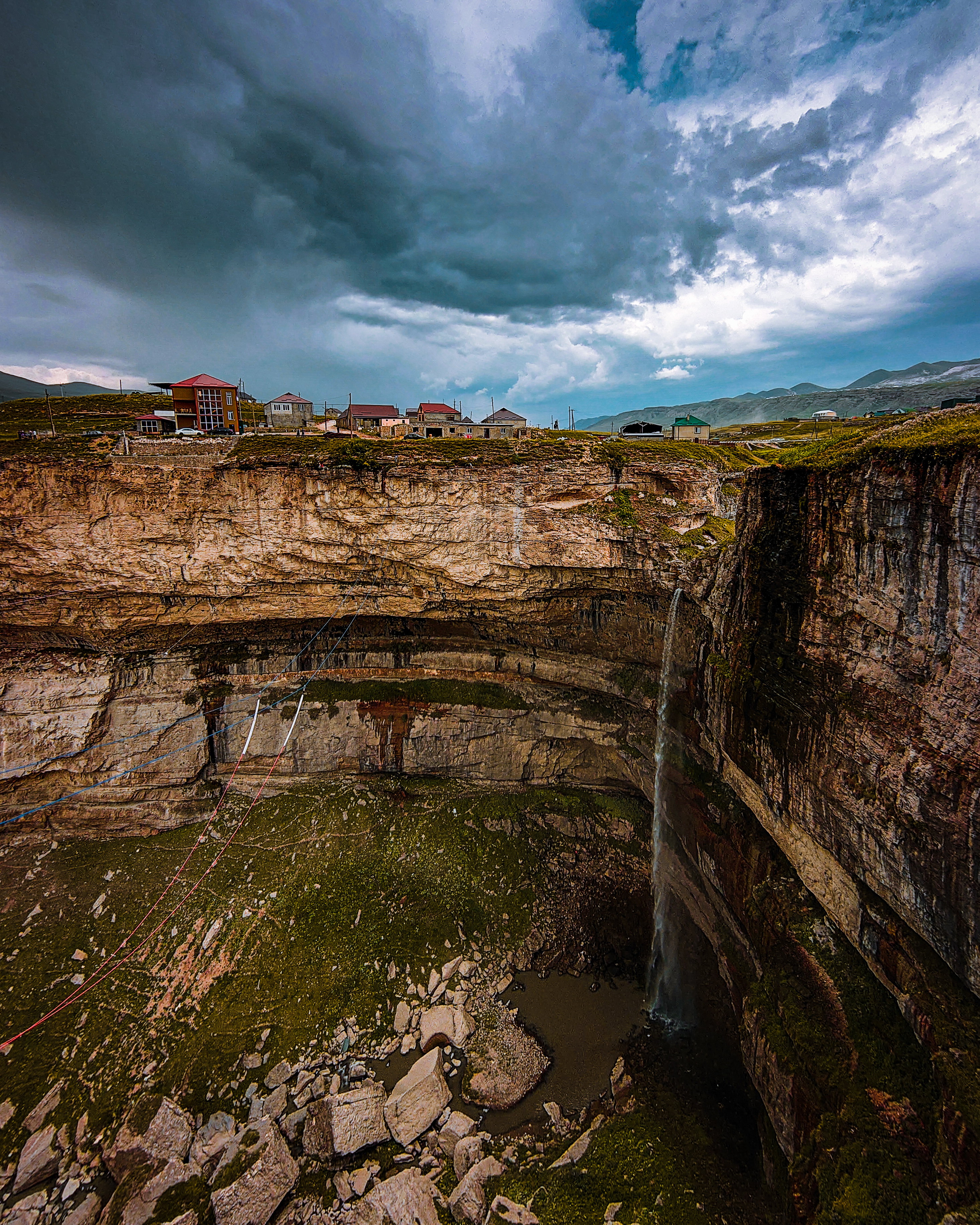
cascada Tobot

La cascada se encuentra en la meseta de Khunzakh, 1 km al noreste de la aldea de Khunzakh, a 500 metros de la fortaleza de Khunzakh.
Según los datos de Magomed Eldarov, el nivel del agua de Tobot es de 70 metros.
La cascada no siempre tiene un poderoso flujo de agua y tiene un carácter pulsante, el mayor flujo ocurre en mayo-julio, durante el período de deshielo y precipitación máxima. En la estación fría, la cascada se congela y se convierte en un enorme bloque de hielo, mientras que el interior de la cascada permanece hueco.
Muy a menudo en la literatura y otras fuentes, la cascada tiene un nombre diferente y más complejo: Khunzakh.
La cascada de Tobot es uno de los sitios de excursión más populares en Daguestán.

## Historia

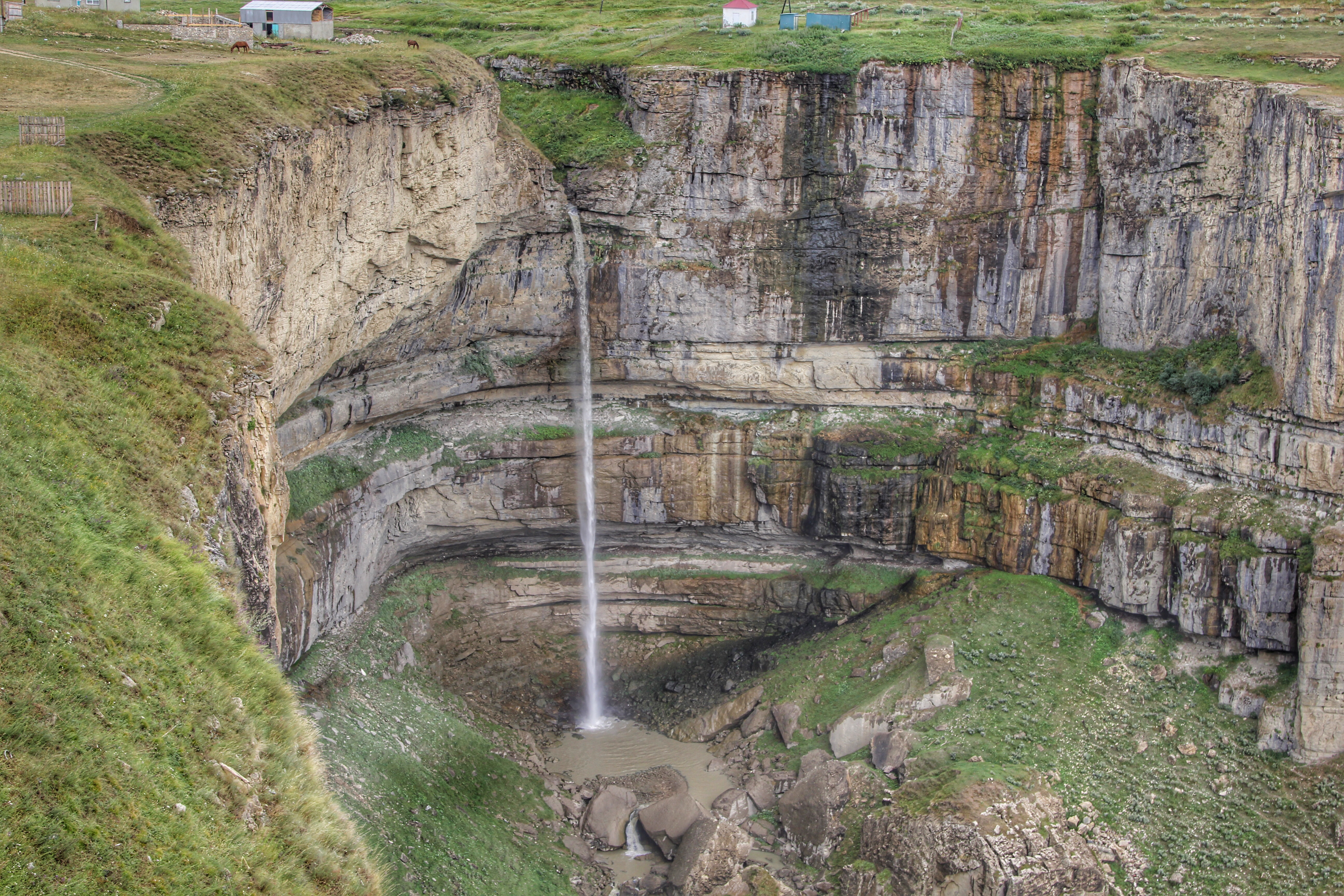
Cascada de Tobot (lado norte)

La información sobre el objeto apareció en la primera mitad del siglo XIX. Luego, el escritor y viajero ruso Yakov Kostenetsky en sus "Notas sobre la expedición Avar en el Cáucaso en 1837" escribió que la cascada es la más grande en altura y volumen de agua de todas las encontradas en la región montañosa de Daguestán.